# Henri Gufflet
Henri Marie Charles Gufflet (Versailles, 24 mai 1913 - Le Chesnay, 11 juin 2004) est un ecclésiastique catholique français, évêque de Limoges de 1966 à 1988.

## Biographie
Il est fils de Charles Gufflet, ingénieur à la Compagnie des chemins de fer du Midi, et de son épouse Madeleine de Langlade.
Il étudie au Lycée Hoche à Versailles ; il obtient un doctorat en théologie.
Ordonné prêtre le 29 juin 1936, il est professeur de théologie au grand séminaire de Versailles en 1938. Il est ensuite curé de Sainte-Geneviève-des-Bois en 1947, curé (en 1955) puis archiprêtre de Saint-Germain-en-Laye (en 1958). 
Le 16 décembre 1959, il est nommé évêque coadjuteur de Louis Paul Rastouil, évêque de Limoges auquel il succède le 7 avril 1966. Il participe aux travaux aux quatre sessions du IIe concile œcuménique du Vatican. Il est prélat de la Mission de France du 15 juillet 1968 au 22 février 1973. Touché par la limite d'âge des évêques, il devient évêque émérite de Limoges le 13 juillet 1988. Il part alors à Kigali au Rwanda comme aumônier au monastère Sainte-Claire puis se retire à Versailles en 2001.